# 식중독

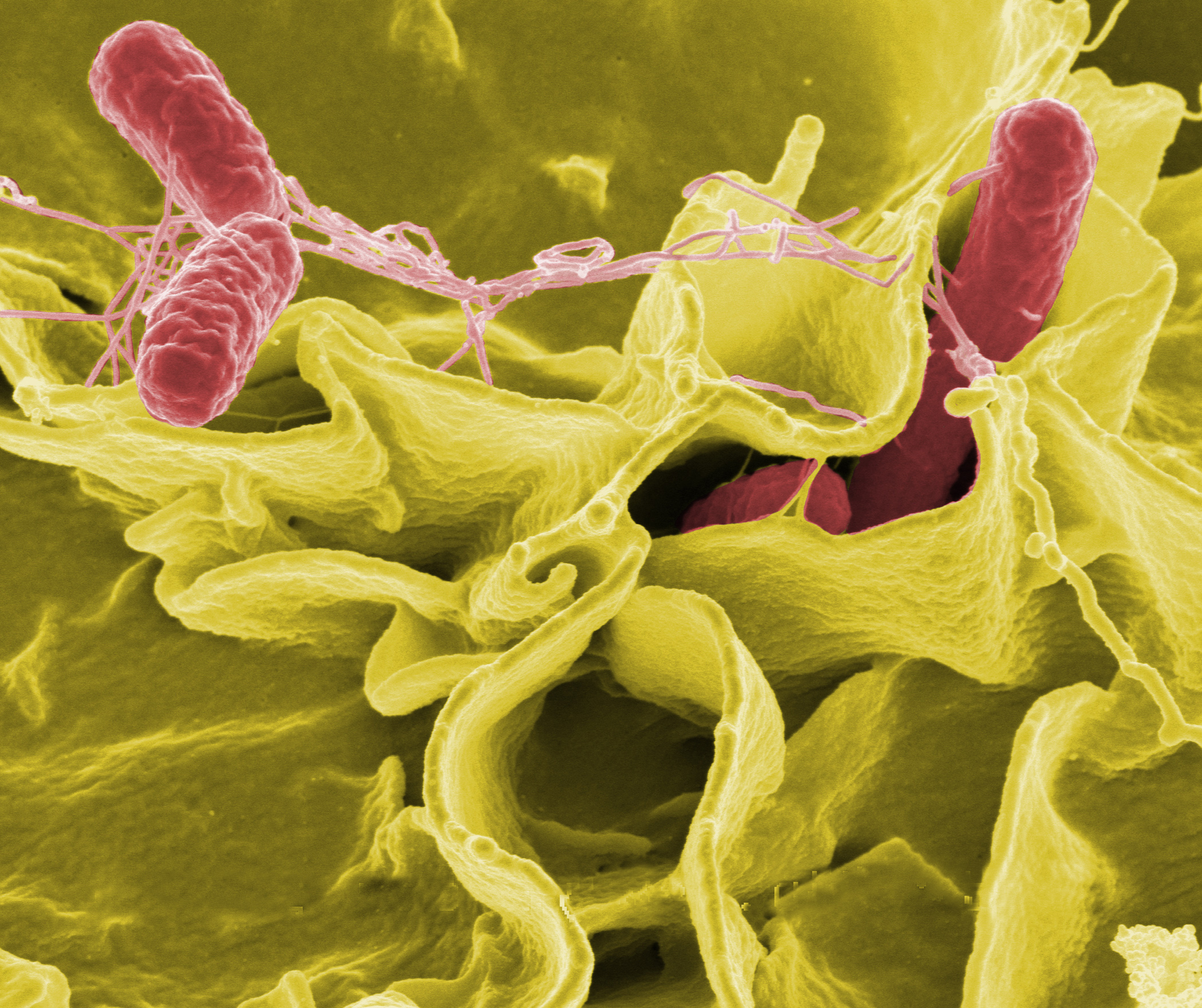
살모넬라균

식중독(食中毒, food poisoning, foodborne illness or disease, 음식물 매개 질병이라고도 함)은 병원성 세균, 바이러스, 또는 기생생물에 의한 음식 오염으로 발생하는 모든 질병을 말한다. 또한 프리온(소해면상뇌병증의 원인 물질), 땅콩의 아플라톡신과 같은 독소, 버섯 중독, 최소 10분 이상 끓이지 않은 다양한 종류의 콩도 원인이 될 수 있다. 일부 증상은 오염 물질에 의해 직접 발생하지만, 식중독의 많은 영향은 이러한 물질에 대한 신체의 면역반응으로 인해 발생하며, 이는 이전 노출에 따라 개인과 집단 간에 크게 달라질 수 있다.
증상은 원인에 따라 다르다. 흔히 구토, 발열, 통증, 설사 등이 포함된다. 구토는 지연된 간격을 두고 반복될 수 있다. 이는 감염된 음식이 처음 구토로 위에서 제거되었더라도, 세균(해당하는 경우)과 같은 미생물이 위 (해부학)를 통과하여 창자로 들어가 증식하기 시작할 수 있기 때문이다. 일부 종류의 미생물은 창자에 머무른다.
잠복기가 필요한 오염 물질의 경우, 원인과 섭취량에 따라 증상이 몇 시간에서 며칠까지 나타나지 않을 수 있다. 잠복기가 길수록 영향을 받은 사람들은 증상을 섭취한 음식과 연관시키지 않아, 예를 들어 장염으로 잘못 생각할 수 있다.
2010년 저소득 및 중간 소득 국가에서 식중독은 약 6억 명의 환자와 42만 명의 사망자를 발생시켰으며, 연간 약 1,100억 달러의 경제적 손실을 초래한 것으로 추정된다.

## 원인

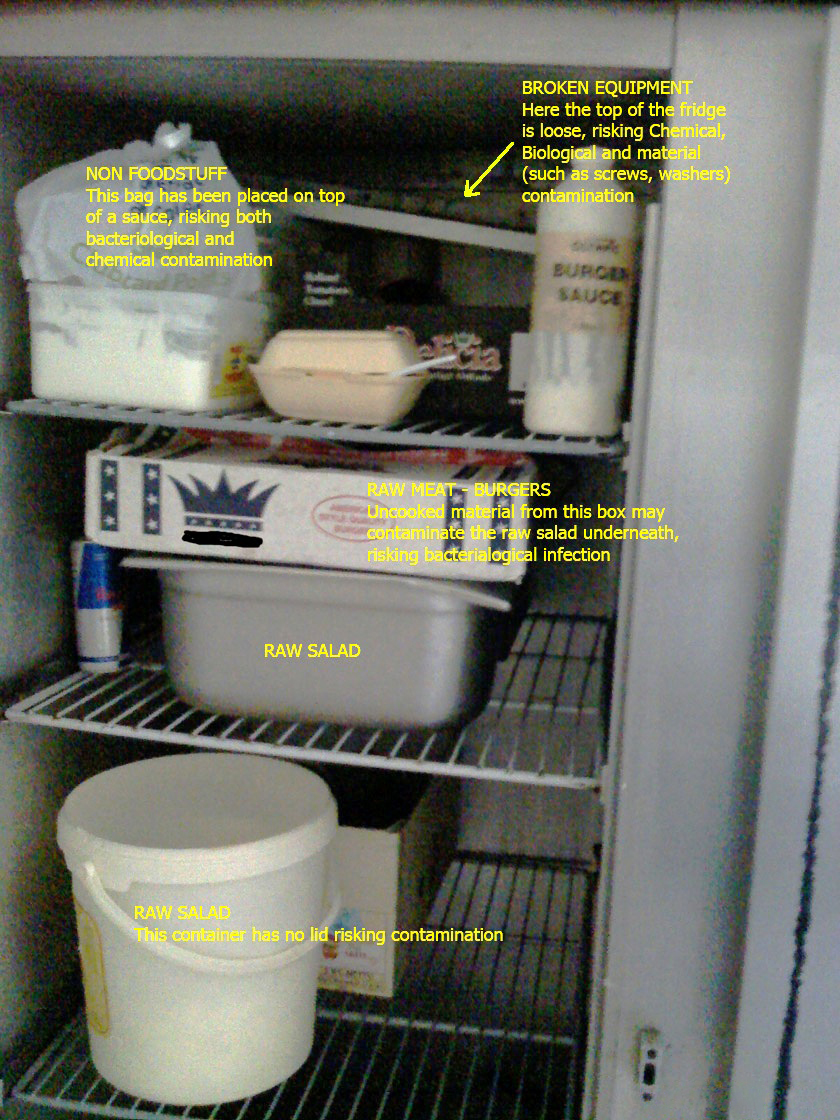
냉장고에 부적절하게 보관된 음식

식품 매개 질병은 캄필로박터 제주니와 같은 여러 세균과 농약, 의학품, 보미톡신, 버섯 중독, 산호초 어류와 같은 자연 독성 물질 등의 화학 물질에 의해 발생할 수 있다.
식중독은 보통 부적절한 취급, 준비 또는 식품 보관에서 발생한다. 그러나 많은 경우 미생물에 의한 직접적인 손상보다는 낯선 미생물에 대한 면역 체계의 반응으로 발생하며, 이는 현지 주민들이 여행자를 아프게 하는 음식을 종종 문제없이 섭취하는 이유를 설명한다.
음식 준비 전, 중, 후에 좋은 위생 습관을 실천하면 질병에 걸릴 가능성을 줄일 수 있다. 공중 보건계에서는 정기적인 손 씻기가 식중독 확산을 막는 가장 효과적인 방어 수단 중 하나라는 데 합의하고 있다. 식중독을 유발하지 않도록 음식을 모니터링하는 행위를 식품 안전이라고 한다.

### 세균
세균은 식중독의 흔한 원인이다. 2000년 영국에서 보고된 개별 세균은 캄필로박터 제주니 77.3%, 살모넬라 20.9%, O-157 1.4%였고, 기타 세균은 0.56% 미만이었다.
과거에는 노로바이러스를 검사할 수 있는 곳이 거의 없었고 이 특정 병원체에 대한 능동 감시도 이루어지지 않았기 때문에 세균 감염이 더 만연하다고 여겨졌다. 세균 감염으로 인한 독소는 세균이 증식하는 데 시간이 필요하므로 지연된다. 결과적으로, 중독과 관련된 증상은 오염된 음식을 섭취한 후 12~72시간 또는 그 이상 후에나 나타난다. 그러나 황색 포도상구균 식중독과 같은 일부 경우에는 오염된 음식을 섭취한 후 30분 이내에 발병할 수 있다.

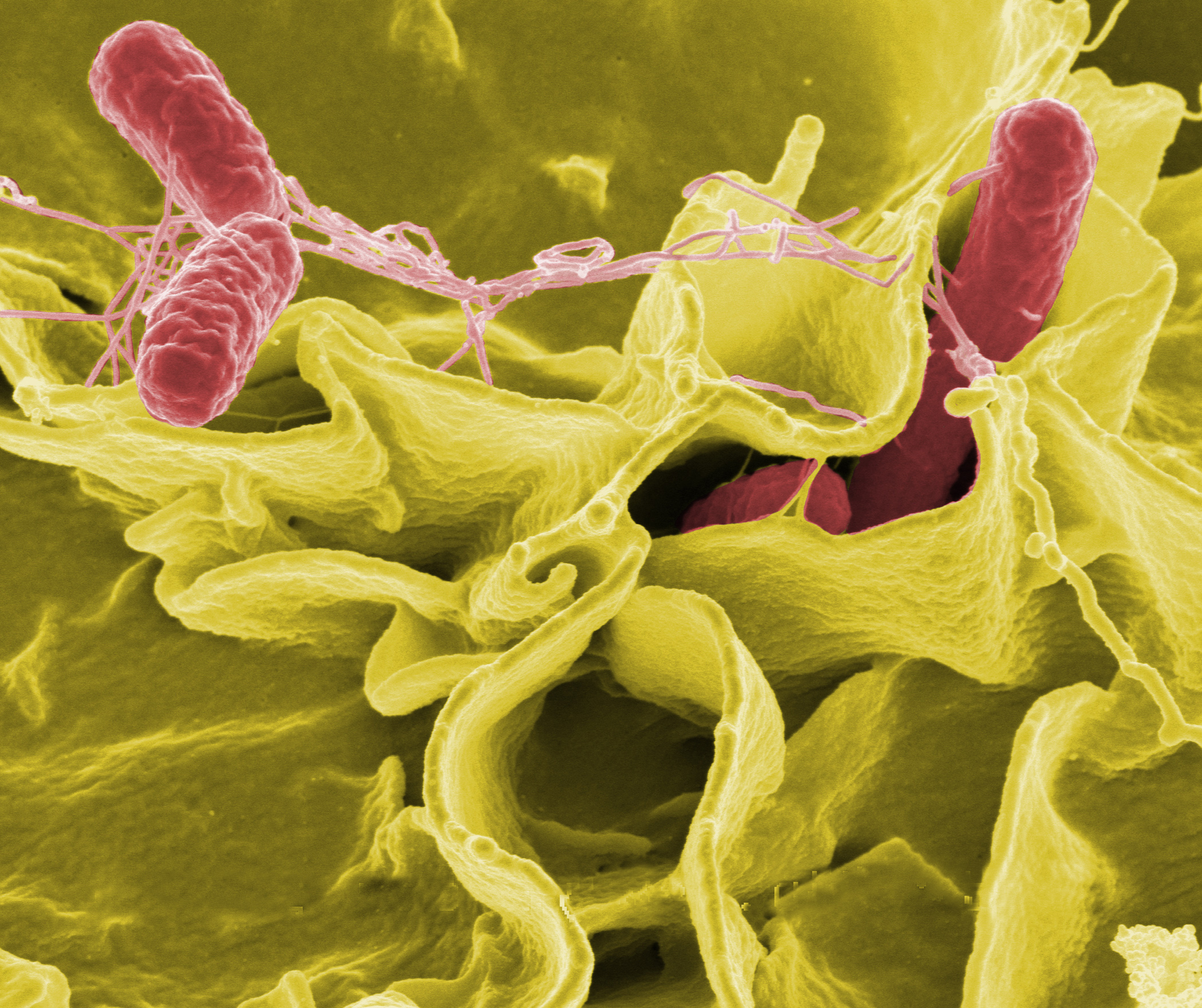
살모넬라

2022년 연구에 따르면 익히지 않은 닭고기를 씻는 행위는 물방울이 튀면서 병원체 전이 위험을 실제로 증가시키며, 수도꼭지 높이, 물줄기 유형, 표면 강성 등의 요인이 교차 오염 위험에 영향을 미치는 것으로 나타났다.
가장 흔한 세균성 식품 매개 병원체는 다음과 같다:
- 캄필로박터 제주니는 2차 길랑-바레 증후군과 치주염을 유발할 수 있다.[12]
- 웰치간균, 일명 "카페테리아 세균"[13][14]
- 살모넬라 spp. – S. 티피뮤리움 감염은 충분히 익히지 않은 달걀이나 가금류 섭취, 또는 다른 인간-동물 간 상호작용 병원체에 의해 발생한다.[15][16][17]
- O-157 출혈성 대장균(EHEC)은 용혈성 요독 증후군을 유발할 수 있다.

기타 흔한 세균성 식품 매개 병원체는 다음과 같다:
- 바킬루스 세레우스
- 대장균, 장침습성(EIEC), 장병원성(EPEC), 장독소생산성(ETEC), 장응집성(EAEC 또는 EAgEC) 등 다른 독성 특성
- 리스테리아 모노사이토제네스
- 이질균 종
- 황색 포도상구균
- 연쇄상구균
- 콜레라균, O1형 및 비O1형 포함
- 장염비브리오균
- 비브리오 불니피쿠스
- 예르시니아 엔테로콜리티카 및 예르시니아 슈도튜베르쿨로시스

덜 흔한 세균성 병원체:
- 브루셀라 spp.
- 코리네박테리움 울세란스
- 큐열 또는 큐열
- 플레시오모나스 시겔로이데스

#### 신종 식품 매개 병원체
- 아에로모나스 하이드로필라, 아에로모나스 카비아에, 아에로모나스 소브리아

최근 예르시니아 엔테로콜리티카의 스칸디나비아 발병이 매년 증가하고 있으며, 이는 사전 세척된 샐러드의 비전형적 오염과 관련이 있다.

#### 세균성 식중독 예방

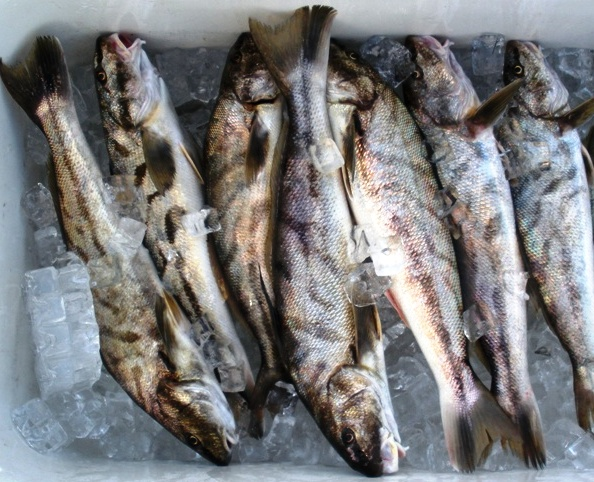
음식의 적절한 보관 및 냉장은 식중독 예방에 도움이 된다.

정부는 모든 사람에게 안전한 음식을 보장할 주요 의무를 지니고 있지만, 식품 사슬의 모든 주체는 소비자에게 안전한 음식만이 도달하도록 보장하여 식중독을 예방할 책임이 있다. 이는 엄격한 위생 규정의 이행과 농업부터 상점 및 레스토랑으로의 배송까지 먹이 사슬 전반에 걸쳐 축산물을 모니터링하는 공중 수의 및 식물위생 서비스를 통해 달성된다. 이 규정은 다음을 포함한다:
- 추적성: 최종 제품에 재료의 원산지(원산지 농장, 작물 또는 동물의 식별)와 언제 어디서 가공되었는지 알려져야 한다. 이러한 방식으로 질병의 원인을 추적하고 해결(및 가능하면 처벌)할 수 있으며, 문제가 감지되면 최종 제품을 판매에서 제거할 수 있다.
- HACCP 및 "저온 유통"과 같은 위생 절차의 시행
- 수의사의 통제 및 법 집행 권한.

2006년 8월, 미국 식품의약국은 세균을 감염시키는 바이러스를 육류에 뿌려 감염을 예방하는 파지 요법을 승인했다. 이는 강제 표시가 없으면 소비자들이 육류 및 가금류 제품이 스프레이 처리되었는지 알 수 없다는 우려를 낳았다.
집에서는 주로 좋은 식품 안전 관행으로 예방한다. 많은 형태의 세균성 중독은 음식을 충분히 조리하고, 빠르게 섭취하거나 효과적으로 냉장 보관함으로써 예방할 수 있다. 그러나 많은 독소는 열처리로 파괴되지 않는다.
주방에서 식중독을 예방하는 데 도움이 되는 기술은 손 씻기, 농산물 헹구기, 교차 오염 방지, 적절한 보관, 조리 온도 유지이다. 일반적으로 냉동 또는 냉장은 거의 모든 세균의 성장을 막고, 음식을 충분히 가열하면 기생충, 바이러스 및 대부분의 세균을 죽인다. 세균은 "위험 구역"이라고 불리는 40 and 140 °F (4 and 60 °C) 사이의 온도 범위에서 가장 빠르게 성장한다. 음식을 "위험 구역" 아래 또는 위에 보관하면 독소 생성을 효과적으로 제한할 수 있다. 남은 음식을 보관할 때는 음식을 빨리 식히기 위해 얕은 용기에 담아 2시간 이내에 냉장 보관해야 한다. 음식을 다시 데울 때는 세균을 죽이기 위해 내부 온도가 165 °F (74 °C)에 도달하거나 뜨겁거나 김이 날 때까지 데워야 한다.

### 엔테로톡신
엔테로톡신은 다양한 미생물에 의해 생성되는 강력한 화합물로, 특히 장을 표적으로 삼아 손상시키며, 가장 빠르고 심각한 형태의 식중독을 많이 유발한다. 장에서 증식하는 살아있는 유기체가 필요한 세균 감염과 달리, 엔테로톡신(외독소의 일종)은 이를 생산한 세균이 조리 또는 기타 보존 방법으로 사멸된 경우에도 질병을 유발할 수 있다.
엔테로톡신은 이를 생산한 미생물이 사멸된 경우에도 질병을 유발할 수 있다. 증상 발현은 독소에 따라 다르지만, 황색 포도상구균의 엔테로톡신처럼 증상이 1~6시간 이내에 나타나는 경우와 같이 빠르게 나타날 수 있다. 이는 설사 유무와 관계없이 심한 구토를 유발하며(포도상구균 장염으로 이어짐), 포도상구균 엔테로톡신 A가 가장 흔하게 보고되는 엔테로톡신이지만 중독 사례는 과소평가될 가능성이 높다. 이는 주로 조리 및 가공 식품에서 발생하는데, 날것의 식품에서는 다른 생물상과의 경쟁이 있기 때문이며, 황색 포도상구균의 영구 보균자가 상당수이기 때문에 인간이 오염의 주요 원인이다. 미국 질병통제예방센터는 미국에서 연간 약 24만 건의 사례가 발생한다고 추정했다.
- 클로스트리디움 보툴리눔
- 웰치간균
- 바킬루스 세레우스

희귀하지만 잠재적으로 치명적인 질병인 보툴리눔 중독은 혐기성 세균 클로스트리디움 보툴리눔이 부적절하게 통조림 된 저산성 식품에서 자라 강력한 마비 독소인 보툴린을 생성할 때 발생한다.
슈도알테로모나스 테트라오도니스, 특정 종의 슈도모나스 및 비브리오, 그리고 일부 다른 세균은 치명적인 테트로도톡신을 생산하며, 이는 분해의 산물이 아니라 일부 살아있는 동물 종의 조직에 존재한다.

### 문화적 적응과 식품 안전
발효, 일광 건조, 훈제와 같은 전통적인 보존 방법은 수세기 동안 사용되어 왔다. 이러한 방법은 음식을 보존할 뿐만 아니라 영양가를 높이고 유해 세균을 억제하는 환경을 조성하여 식품 매개 질병을 줄일 수 있다.
현대 식품 안전 기준이 보편적으로 적용 가능하다는 개념은 이러한 전통적인 방법의 효과에 의해 도전받는다. 현대적인 냉장 보관 시설에 접근할 수 없는 문화권에서는 현지 기후와 자원에 맞게 조정된 전통적인 보존 기술이 식품 부패와 질병 예방에 효과적인 것으로 입증되었다. 공동체의 지식과 사회적 관습은 식품 안전을 보장하는 데 기술적 기준만큼이나 중요할 수 있으며, 서구 시스템의 규제 초점과는 크게 다르다.

### 미코톡신 및 식품성 미코톡신증
미코톡신은 곰팡이에 의해 생성되는 독소이며, 이를 섭취하여 발생하는 중독 증상을 미코톡신증이라 한다. 미코톡신은 특정 온도 및 습도 조건에서 작물을 쉽게 집락화하는 곰팡이가 자연적으로 생성하는 독성 화학 물질을 지칭하는 용어이다.
미코톡신은 인간과 동물의 건강에 심각한 영향을 미칠 수 있다. 예를 들어, 1960년 영국에서 발생한 발생은 아플라톡신 오염된 땅콩 사료를 섭취한 10만 마리의 칠면조를 사망하게 했다. 제2차 세계 대전 중 소련에서는 식물성 독성 백혈병 (ALA)으로 5,000명이 사망했다. 케냐에서는 2004년 오염된 곡물을 섭취한 후 미코톡신으로 인해 125명이 사망했다.
동물에서 미코톡신증은 간과 소화기 계통과 같은 장기 시스템을 표적으로 한다. 다른 영향으로는 생산성 저하와 면역 체계 억제가 포함될 수 있으며, 따라서 동물을 다른 2차 감염에 취약하게 만든다.
일반적인 식품 매개 미코톡신은 다음과 같다:
- 아플라톡신 – 아스페르길루스 파라시티쿠스 및 아스페르길루스 플라부스에서 유래한다. 이들은 견과류, 땅콩, 옥수수, 수수 및 기타 유지종자(옥수수, 목화씨 포함)에서 자주 발견된다. 아플라톡신은 B1, B2, G1, G2 형태가 뚜렷하며, 그 중 아플라톡신 B1은 주로 간을 표적으로 삼아 괴사, 간경화증, 암종을 유발할 수 있다. 아플라톡신 M1과 같은 다른 형태의 아플라톡신은 대사산물로 존재한다.[32][33] 미국에서는 식품 내 총 아플라톡신 허용 수준이 20 μg/kg 미만이며, 우유 내 아플라톡신 M1은 0.5 μg/kg 미만이어야 한다.[34][35] 유럽 연합 집행위원회는 곡물 및 곡물 제품에서 10 μg/kg로 더 엄격한 기준을 적용하고 있다. 이러한 기준은 다른 국가에서도 채택되고 있다.[36][37]
- 알터톡신 – 알터나리올 (AOH), 알터나리올 메틸 에테르 (AME), 알테누엔 (ALT), 알터톡신-1 (ATX-1), 테누아존산 (TeA), 라디시닌 (RAD) 등 알터나리아(Alternaria) 종에서 유래한다. 일부 독소는 수수, 라기, 밀, 토마토에 존재할 수 있다.[38][39][40] 일부 연구에 따르면 독소가 곡물 상품 간에 쉽게 교차 오염될 수 있어 곡물 상품의 제조 및 보관이 중요한 관행임을 시사한다.[41]
- 시트리닌
- 시트레오비리딘
- 사이클로피아존산
- 사이토칼라신
- 맥각 알칼로이드 / 에르고펩틴 알칼로이드 – 에르고타민
- 푸모니신 – 작물 옥수수는 곰팡이 푸사리움 모닐리포르메에 쉽게 오염될 수 있으며, 이 곰팡이의 푸모니신 B1은 말에게 백질뇌연화증 (LEM), 돼지에게 폐부종 증후군 (PES), 쥐에게 간암, 인간에게 식도암을 유발할 수 있다.[42][43] 인간 및 동물 건강을 위해 미국 식품의약국과 유럽 연합 집행위원회는 식품 및 동물 사료 내 독소 함유량 수준을 규제하고 있다.[44][45]
- 푸사르산
- 푸사로크로마논
- 코지산
- 롤리트렘 알칼로이드
- 모닐리포르민
- 3-나이트로프로피온산
- 니발레놀
- 오크라톡신 – 호주에서는 제20차 호주 전체 식이 조사(Australian Total Diet Survey)에서 오크라톡신 A (OTA) 분석의 보고 한계(LOR) 수준이 1 μg/kg이었다.[46] 반면 유럽 연합 집행위원회는 곡물 제품에서 OTA 함량을 5 μg/kg, 가공 제품에서 3 μg/kg, 건포도에서 10 μg/kg으로 제한하고 있다.[47]
- 오스포레이네
- 파툴린 – 현재 이 독소는 과일 제품에 대해 권고 수준으로 규제되고 있다. 유럽 연합 집행위원회와 미국 식품의약국은 과일 주스 및 과일 넥타이의 경우 50 μg/kg 미만으로 제한하고 있으며, 유럽 연합 집행위원회는 고형 과일 제품의 경우 25 μg/kg, 유아식의 경우 10 μg/kg으로 특정했다.[47][48]
- 포맙신
- 스포리데스민 A
- 스테리그마토시스틴
- 트레모르겐성 미코톡신 – 발효육에서 발견된 곰팡이와 관련된 것으로 보고된 5가지가 있다. 이들은 푸미트레모르겐 B, 팍실린, 페니트렘 A, 베루코시딘, 베루쿨로겐이다.[49]
- 트리코테신 – 세팔로스포륨, 푸사리움, 미로테시움, 스타키보트리스, 트리코더마에서 유래한다. 이 독소는 주로 곰팡이가 핀 옥수수, 밀, 옥수수, 땅콩, 쌀 또는 건초 및 짚과 같은 동물 사료에서 발견된다.[50][51] T-2 독소, HT-2 독소, 다이아세톡시시르페놀 (DAS), 데옥시니발레놀 (DON)의 네 가지 트리코테신이 인간과 동물에게 가장 흔하게 발견된다. 이 독소의 구강 섭취 또는 피부 노출은 식물성 독성 백혈병, 중성구 감소증, 재생불량성빈혈, 혈소판감소증 및 피부 자극을 유발할 수 있다.[52][53][54] 1993년 미국 식품의약국은 식품 및 동물 사료 내 DON 함량 제한에 대한 권고 수준의 문서를 발표했다.[55] 2003년 미국은 농부들이 트리코테신 저항성 작물을 생산하는 데 매우 유망한 특허를 발표했다.[56]
- 제아랄레논
- 제아랄레놀

### 바이러스
바이러스 감염은 선진국에서 식중독 사례의 약 3분의 1을 차지한다. 미국에서는 사례의 50% 이상이 바이러스성이며, 노로바이러스가 가장 흔한 식품 매개 질병으로 2004년 발병의 57%를 차지했다. 식품 매개 바이러스 감염은 보통 중간(1~3일) 잠복기를 가지며, 건강한 개인에게는 자가 제한적인 질병을 유발한다. 이들은 위에 설명된 세균성 형태와 유사하다.
- 엔테로바이러스
- A형 간염은 다른 바이러스성 원인과 달리 긴 (2~6주) 잠복기와 위장관을 넘어 간으로 퍼질 수 있는 능력으로 구별된다. 종종 황달 또는 피부 황변을 유발하지만 만성 간 기능 장애로 이어지는 경우는 거의 없다. 이 바이러스는 분변 오염된 신선 농산물 섭취로 인해 감염을 유발하는 것으로 밝혀졌다.[57][58]

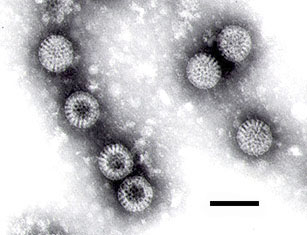
로타바이러스

- E형 간염
- 노로바이러스
- 로타바이러스 로타바이러스

### 기생생물
대부분의 식품 매개 기생생물은 인수공통감염병이다.
- 편형동물:
  - 디필로보트리움 sp.
  - 나노피에투스 sp.
  - 무구조충
  - 갈고리촌충
  - 파시올라 헤파티카
  - 같이 보기: 촌충 및 편형동물
- 선형동물:[60]
  - 고래회충 sp.
  - 회충
  - 유사스트롱길리데스 sp.
  - 톡소카라
  - 트리키넬라 스피랄리스
  - 편충
- 원생동물:
  - 가시아메바 및 기타 자유 생활 육질충류

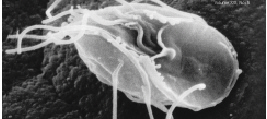
람블편모충속

  - 크립토스포리디움증
  - 사이클로스포라 카예타넨시스
  - 이질아메바
  - 람블편모충속람블편모충속
  - 사르코시스티스 호미니스
  - 사르코시스티스 수이호미니스
  - 톡소포자충

### 자연 독소
일부 음식에는 자연적으로 독소가 포함될 수 있으며, 이들 중 다수는 세균에 의해 생성되지 않는다. 특히 식물은 독성이 있을 수 있지만, 자연적으로 독성 있는 동물은 드물다. 진화적 관점에서 동물은 도망쳐서 먹히는 것을 피할 수 있지만, 식물은 고추의 캡사이신이나 마늘과 양파의 톡 쏘는 황 화합물과 같은 독소 및 불쾌한 물질과 같은 수동적인 방어만 사용할 수 있다. 대부분의 동물 독소는 동물 자체에 의해 합성되는 것이 아니라, 동물에게 면역이 있는 독성 식물을 섭취하거나 세균 작용에 의해 획득된다.
- 알칼로이드
- 시구아테라 중독
- 그레이아노톡신 (벌꿀 중독)
- 도축 동물의 갑상선 호르몬 (특히 햄버거 갑상선 기능 항진증 또는 식이성 갑상선 기능 항진증의 경우 트라이아이오도티로닌)[61][62][63][64][65][66]
- 버섯 중독
- 피토헤마글루티닌 (붉은 강낭콩 중독; 끓이면 파괴됨)
- 피롤리시딘 알칼로이드
- 패류독소, 여기에는 마비성 패류독, 설사성 패류독, 신경독성 패류독, 기억상실성 패류독 및 시구아테라 어류독이 포함된다.
- 스콤브로톡신
- 솔라닌 (녹색 감자 중독)
- 테트로도톡신 (복어 중독)
- 트레메톨 (서양등골나물을 먹은 소에서 유래한 밀크 시크니스)

일부 식물은 다량 섭취 시 독성이 있지만, 적절한 용량에서는 치료 효과가 있는 물질을 함유하고 있다.
- 디기탈리스에는 강심 배당체가 포함되어 있다.
- 독성 독미나리(코늄)는 약용으로 사용될 수 있다.

### 기타 병원체
- 프리온, 크로이츠펠트-야코프병 (CJD) 및 그 변종 (변종 크로이츠펠트-야코프병) 유발

#### "프토마인 중독" 오해
프토마인 중독은 1910년대에 과학적으로 반증된 지 수십 년이 지난 후에도 대중의 의식, 신문 헤드라인, 법적 사건에서 공식 진단으로 지속된 미신이었다.
19세기 볼로냐의 이탈리아 화학자 프란체스코 셀미는 부패하는 동물 및 식물 물질, 특히 (이름에 반영된 바와 같이) 푸트레신 및 카다베린에서 발견되는 알칼로이드에 대해 일반명 프토마인(그리스어 ptōma, "추락, 쓰러진 몸, 시체"에서 유래)을 도입했다. 1892년 Merck's Bulletin은 "우리는 그러한 세균성 기원 물질을 프토마인이라고 부르며; 콤마균에 의해 생성되는 특정 알칼로이드는 카다베린, 푸트레신 등으로 다양하게 불린다"고 언급했다. 한편 란셋은 "체내에서 생성되는 화학 발효물인... 프토마인은 매우 재앙적인 영향을 미칠 수 있다"고 밝혔다. 이제 "재앙적인... 영향"은 세균의 직접적인 작용 때문이며 알칼로이드 때문은 미미하다는 것이 알려져 있다. 따라서 "프토마인 중독"이라는 용어는 더 이상 사용되지 않는다.
1932년 한 주 동안 오하이오주 매실론에서 열린 공산당 정치 대회에서, 그리고 워싱턴 D.C.의 유람선에서 수백 명의 사람들이 오염된 감자 샐러드로 인해 별개의 사건에서 병에 걸렸으며, 이는 미국 주간 뉴스 잡지인 타임 지면에 소위 "프토마인 중독"의 위험에 대한 전국적인 관심을 불러일으켰다. 1944년에는 또 다른 신문 기사에서 시카고에서 150명 이상의 사람들이 프토마인 중독으로 입원했으며, 이는 한 레스토랑 체인에서 제공된 라이스 푸딩 때문인 것으로 보인다고 보도했다.

## 기전

### 잠복기
오염된 음식을 섭취한 후 질병의 첫 증상이 나타나기까지의 지연 시간을 잠복기라고 한다. 이는 병원체와 섭취량에 따라 몇 시간에서 며칠까지(그리고 드물게는 리스테리아증이나 소해면상뇌병증의 경우처럼 몇 개월 또는 심지어 몇 년까지) 다양하다. 음식을 먹은 후 1~6시간 이내에 증상이 나타나면 살아있는 세균보다는 세균 독소나 화학 물질에 의한 것임을 시사한다.
많은 식중독의 긴 잠복기는 영향을 받은 사람들이 자신의 증상을 장염으로 돌리는 경향을 유발한다.
잠복기 동안 미생물은 위 (해부학)를 통과하여 창자로 들어가 창자 벽을 덮는 세포에 부착하여 그곳에서 증식하기 시작한다. 일부 유형의 미생물은 창자에 머무르고, 일부는 혈액으로 흡수되는 독소를 생산하며, 일부는 더 깊은 신체 조직을 직접 침범할 수 있다. 생성되는 증상은 미생물의 유형에 따라 다르다.
식중독, 특히 물갈이의 경우, 증상은 직접적인 병원체 손상보다는 면역 체계의 반응으로 인해 나타나는 경우가 많다. 이러한 염증 반응은 병원체가 제거된 후에도 affected individual의 3-20%에서 만성 위장 증상이 발생하는 감염 후 과민성 장 증후군(PI-IBS)으로 이어질 수 있다. 이는 신체의 면역 반응, 특히 염증이 식중독의 급성 증상과 장기적인 영향 모두에 중요한 역할을 한다는 것을 시사한다.

### 감염량
감염량은 식중독 증상을 유발하기 위해 섭취해야 하는 병원체의 양으로, 병원체와 소비자의 나이 및 전반적인 건강 상태에 따라 다르다. 병원체는 최소 감염량이 다양하다. 예를 들어, 시겔라 손네이는 500 집락형성단위 (CFU) 미만의 낮은 최소 추정 감염량을 가지며, 황색 포도상구균은 상대적으로 높은 추정치를 가진다.
중요한 점은 병원체에 대한 사전 노출이 개인의 후속 노출에 대한 내성을 크게 증가시킬 수 있다는 것이다. 특정 지역의 현지 주민들은 반복적인 저수준 노출을 통해 발달한 면역 기억으로 인해 여행객에게 질병을 유발할 수 있는 병원체 수준을 견딜 수 있다. 이는 현지 주민들이 종종 방문객을 아프게 할 수 있는 음식을 질병 없이 섭취하는 이유를 설명하는 데 도움이 된다.
살모넬라의 경우, 건강한 인간 자원봉사자에게 증상을 유발하려면 100만 내지 10억 개의 비교적 많은 접종량이 필요하다. 살모넬라균은 산에 매우 민감하기 때문이다. 비정상적으로 높은 위 수소 이온 농도 지수 수준(낮은 산도)은 증상을 유발하는 데 필요한 세균 수를 10배 내지 100배 줄인다.

### 토착 유기체에 익숙하지 않은 장내 미생물군
식중독은 방문한 지역의 토착 유기체에 익숙하지 않은 장내미생물군을 가진 사람들에게 물갈이로 자주 발생한다. 이러한 미생물학적 순수성 효과는 음식 준비 시의 모든 식품 안전 실수를 통해 더욱 증폭된다.
현지인들은 반복적인 노출을 통해 현지 식품 병원체에 대한 면역력을 발달시켜, 여행객을 아프게 할 수 있는 음식에도 불구하고 종종 병에 걸리지 않는 이유를 설명한다. 이러한 면역 적응은 일반적인 현지 세균, 바이러스 및 기생충에 대한 특이적 방어 체계를 발달시키는 것을 포함한다. 이 과정을 통해 현지인들의 면역 체계는 과도한 염증 반응을 유발하지 않으면서 병원체를 제거하는 측정된 반응을 생성하는 반면, 여행객들의 면역 체계는 새로운 병원체에 대해 종종 과장된 반응을 보인다.

## 역학
무증상보균자는 이러한 질병, 특히 황색 포도상구균, 캄필로박터, 살모넬라, 이질균, 엔테로박터, 콜레라균, 예르시니아의 확산을 도울 수 있다. 예를 들어, 1984년 기준으로 미국에서는 20만 명이 살모넬라의 무증상 보균자로 추정되었다.

### 영아
전 세계적으로 영아는 식중독에 특히 취약한 집단이다. 세계보건기구는 조제 분유의 제조, 사용 및 보관에 대한 권고 사항을 발표했다. 모유 수유는 영아의 식품 매개 감염으로부터 보호하기 위한 최상의 예방 조치이다.

### 미국
미국 질병통제예방센터 보고서는 2017~2019년 기간 동안 식당에서 발생한 발병의 41%가 병든 직원에 의해 발생했음을 밝혔다. 확인된 기여 요인으로는 적색 경고 증상 식별, 장갑 사용 및 손 씻기에 대한 FDA 권고 사항을 준수하는 서면 정책의 부재; 대부분의 시설에서 유급 병가의 부재; 그리고 아플 때도 일터에 나와야 하는 사회적 압력이 포함되었다. 나머지 발병은 부적절한 조리, 부적절한 온도 및 교차 오염을 포함한 다양한 원인을 가졌다.
미국에서는 2000년부터 2007년까지 FoodNet 데이터를 사용하여 미국 질병통제예방센터가 연간 4,780만 건의 식품 매개 질병(주민 10만 명당 16,000건)이 발생하는 것으로 추정했다. 이 중 940만 건은 31가지 알려진 병원체에 의해 발생했다.
- 127,839명이 입원했다(연간 주민 10만 명당 43명).[88][89][90]
- 3,037명이 사망했다(연간 주민 10만 명당 1.0명).[89][90]

|   | 원인         | 연간 발생 사례 | 비율 (주민 10만 명당) |
| - | ------------ | -------------- | --------------------- |
| 1 | 노로바이러스 | 5,461,731건    | X                     |
| 2 | 살모넬라     | 1,027,561건    | X                     |
| 3 | 웰치간균     | 965,958건      | X                     |
| 4 | 캄필로박터   | 845,024건      | X                     |

|   | 원인         | 연간 사망자 수 | 비율 (주민 10만 명당) |
| - | ------------ | -------------- | --------------------- |
| 1 | 살모넬라     | 378명          | 0.126                 |
| 2 | 톡소포자충   | 327명          | 0.109                 |
| 3 | 리스테리아   | 255명          | 0.085                 |
| 4 | 노로바이러스 | 149명          | 0.050                 |

### 영국
영국 식품기준청의 2012년 보고서에 따르면, 매년 약 100만 건의 식품 매개 질병 사례가 발생했다(주민 10만 명당 1,580건).
- 2만 명이 입원했다(주민 10만 명당 32명).[91][92]
- 500명이 사망했다(주민 10만 명당 0.80명).[91][92]

### 프랑스
이 자료는 1990년대에 보고된 23가지 특정 병원체에 대한 의료 사례에 관한 것으로, 미국의 전체 식중독 총 인구 추정치와는 다르다.
프랑스에서는 735,590명에서 769,615명의 특정 병원체 감염 사례 중 238,836명에서 269,085명이 식품으로 인해 감염된 것으로 추정되었다.
- 12,995명에서 22,030명이 입원했고(10,188명에서 17,771명이 식품으로 감염된 것으로 추정됨)
- 306명에서 797명이 사망했다(228명에서 691명이 식품으로 감염된 것으로 추정됨).[93]

|   | 원인                      | 연간 입원자 수 | 비율 (주민 10만 명당) |
| - | ------------------------- | -------------- | --------------------- |
| 1 | 살모넬라                  | ~8,000명       | 13                    |
| 2 | 캄필로박터                | ~3,000명       | 4.8                   |
| 3 | 기생생물 포함. 톡소포자충 | ~500명 ~400명  | 0.8 0.65              |
| 4 | 리스테리아                | ~300명         | 0.5                   |
| 5 | A형 간염                  | ~60명          | 0.1                   |

|   | 원인       | 연간   | 비율 (주민 10만 명당)        |
| - | ---------- | ------ | ---------------------------- |
| 1 | 살모넬라   | ~300명 | 0.5                          |
| 2 | 리스테리아 | ~80명  | 0.13                         |
| 3 | 기생생물   | ~37명  | 0.06 (95%는 톡소포자충 때문) |
| 4 | 캄필로박터 | ~15명  | 0.02                         |
| 5 | A형 간염   | ~2명   | 0.003                        |

### 오스트레일리아
2022년 푸드 스탠다즈 오스트레일리아 뉴질랜드(Food Standards Australia New Zealand)를 위해 호주 국립 대학교가 발표한 연구에 따르면, 매년 호주에서는 467만 건의 식중독 사례가 발생하며, 이로 인해 47,900명이 입원하고 38명이 사망하며, 경제적으로 21억 달러의 비용이 발생한다고 추정했다.
2014년 11월에 다른 방법론으로 발표된 이전 연구에서는 2010년에 호주에서 연평균 410만 건의 식품 매개 장염 사례와 5,140건의 비장염성 질환 사례가 발생한 것으로 나타났다.
주요 원인은 노로바이러스, 병원성 대장균, 캄필로박터 spp., 비장티푸스성 살모넬라 spp.였지만, 질병의 약 80%의 원인은 알려지지 않았다. 호주에서 발생하는 1,590만 건의 장염 발병 중 약 25%(CrI: 13%~42%)가 오염된 식품에 의해 전염된 것으로 추정되었다. 이는 1인당 평균 5년마다 한 번꼴로 식품 매개 장염이 발생한다는 것을 의미한다. 입원 및 사망자 수에 대한 자료는 심각한 식품 매개 질병의 발생을 나타낸다. 장염, 비장염 및 후유증을 포함하여, 2010년경에는 연간 31,920건(CrI: 29,500~35,500건)의 식품 매개 질병으로 인한 입원과 86건(CrI: 70~105건)의 사망이 발생한 것으로 추정되었다. 이 연구는 이러한 비율이 미국과 캐나다의 최근 추정치와 유사하다고 결론 내린다.
이 연구는 호주에서 매년 540만 건의 식중독 사례가 발생하고, 그로 인해 다음과 같은 결과가 발생했다는 이전 추정치를 대체한다.
- 18,000건의 입원
- 120명의 사망자 (주민 10만 명당 0.5명)
- 210만 일의 휴가 손실
- 120만 건의 의사 상담
- 30만 건의 항생제 처방.

호주에서 발생하는 대부분의 식품 매개 질병 발병은 날것이거나 최소한으로 조리된 달걀이나 가금류와 관련이 있다. 호주 식품안전정보협의회는 식중독 사례의 3분의 1이 가정에서 발생한다고 추정한다.

### 발병
대부분의 보고된 식중독 사례는 개별 또는 산발적 사례로 발생한다. 대부분의 산발적 사례의 원인은 확인되지 않았다. 사람들이 외식을 자주 하는 미국에서는 사례의 58%가 상업용 식품 시설에서 발생한다(2004년 FoodNet 데이터). 발병은 두 명 이상이 공통된 출처의 음식을 섭취한 후 유사한 질병을 경험할 때 발생하는 것으로 정의된다.
종종 여러 사건이 복합적으로 작용하여 발생한다. 예를 들어, 음식이 실온에 몇 시간 동안 방치되어 세균이 증식하고, 부적절한 조리가 위험할 정도로 증가한 세균 수준을 죽이는 데 실패하여 문제가 심화될 수 있다.
발병은 보통 영향을 받은 사람들이 서로를 알 때 식별된다. 발병은 특정 세균 균주에 대한 실험실 결과가 예상치 않게 증가할 때 공중보건 직원들에 의해 식별될 수도 있다. 미국의 발병 탐지 및 조사는 주로 지역 보건 당국에서 처리하며, 지역마다 일관성이 없다. 발병의 1~2%만이 탐지되는 것으로 추정된다.

## 사회와 문화

### 영국
1964년 애버딘에서는 아르헨티나에서 수입된 오염된 콘드 비프로 인해 대규모(400명 이상) 장티푸스 발병이 발생했다. 콘드 비프는 캔에 담겨 있었는데, 냉각 설비가 고장 나서 라플라타강 하구의 차가운 강물을 사용하여 캔을 냉각했다. 캔 중 하나에 결함이 있어 내부의 고기가 오염되었다. 그 후 그 고기는 애버딘의 한 상점에서 고기 슬라이서로 썰렸고, 기계 청소가 부족하여 오염이 슬라이서로 썰린 다른 고기들로 퍼졌다. 그 고기들을 먹은 애버딘 사람들이 병에 걸렸다.
1970년대 이후의 심각한 식중독 발생은 영국 식품 안전법에 중요한 변화를 가져왔다. 이러한 발생에는 스탠리 로이드 병원 발병에서 19명의 환자 사망과 1980년대에 확인된 소해면상뇌병증 (BSE, 광우병) 발생이 포함되었다. 1996년 위쇼 발병의 O-157로 인한 21명의 사망은 토니 블레어가 1998년 백서인 "변화를 위한 힘 Cm 3830"에서 "강력하고 개방적이며 소비자의 이익에 헌신하는 기관이 될 것"이라고 언급한 영국 식품기준청 설립의 전조였다.
2015년 5월, 잉글랜드 식품표준청은 2년 연속 연례 식품 안전 주간을 "치킨 챌린지"에 전념했다. 이는 캠필로박터 세균으로 인한 높은 식중독 수준을 줄이기 위한 노력으로 가정과 케이터링 시설에서의 생닭 취급에 초점을 맞췄다. 앤 하디는 특히 미디어(TV 요리 프로그램)와 광고를 통한 식품 위생에 대한 광범위한 공중 교육이 유용할 수 있다고 주장한다. 그녀는 스칸디나비아 사회에서 설정한 예를 지적한다.

### 미국
2001년, 공익과학센터는 미국 농무부에 인간 소비를 위한 소 사체를 가공하기 전에 척수를 제거하도록 요구하는 청원을 제출했다. 이는 변종 크로이츠펠트-야코프병 감염 위험을 줄이기 위한 조치였다. 이 청원은 미국공중보건협회, 소비자연맹, 정부책임프로젝트, 전국소비자연맹, Safe Tables Our Priority의 지지를 받았다.
2007년에는 미국 보건복지부의 식품 매개 감염 발생률에 대한 목표 중 어느 것도 달성되지 못했다.
2018년 6월 NBC 미니애폴리스 지국에서 발표한 보고서에 따르면 미국 질병통제예방센터와 미네소타 보건부의 연구를 바탕으로 미국에서 식품 매개 질병이 증가하고 있다고 결론 내렸다.

### 인도
인도에서는 이질아메바가 식중독의 가장 흔한 원인이며, 이어서 캄필로박터 세균, 살모넬라 세균, 대장균 세균, 노로바이러스 순이다. 통계에 따르면 식중독은 2017년 인도에서 두 번째로 흔한 전염병 발생 원인이었다. 발병 건수는 2008년 50건에서 2017년 242건으로 증가했다.

### 조직
세계보건기구 식품 안전 및 인수공통감염병 부서(FOS)는 식품 안전과 관련된 문제에 대해 기관 및 대중에게 과학적 조언을 제공한다. 그 임무는 식품 매개 질병의 부담을 줄여 회원국의 건강 안전 및 지속 가능한 발전을 강화하는 것이다. 식품 및 수인성 설사 질환으로 매년 약 220만 명이 사망하며, 이들 대부분은 아동이다. 세계보건기구는 유엔 식량 농업 기구(FAO)와 긴밀히 협력하여 생산부터 소비까지 전체 식품 생산 사슬을 따라 식품 안전 문제를 해결하며, 새로운 위험 분석 방법을 사용한다. 이러한 방법은 식품 안전을 개선하여 공중 보건 및 경제 발전에 모두 이익이 되는 효율적인 과학 기반 도구를 제공한다.

### 국제 식품 안전 당국 네트워크 (INFOSAN)
국제 식품 안전 당국 네트워크(INFOSAN)는 세계보건기구(WHO)와 유엔 식량 농업 기구(FAO)의 공동 프로그램이다. INFOSAN은 2004년부터 전 세계 국가 당국을 연결하여 오염된 식품 및 식품 매개 질병의 국제적 확산을 방지하고 전 세계적으로 식품 안전 시스템을 강화하는 것을 목표로 한다. 이는 다음을 통해 이루어진다:
1. 식품 안전 사건 발생 시 정보의 신속한 교환 촉진
2. 전 세계적으로 중요한 식품 안전 문제에 대한 정보 공유
3. 국가 간 파트너십 및 협력 증진
4. 국가들이 식품 안전 위험을 관리하는 역량 강화 지원

INFOSAN 회원 가입은 자발적이지만, 국가 및 지역 정부 당국의 대표자로 제한되며 공식 지정 서한이 필요하다. INFOSAN은 식품 안전의 다학제적 특성을 반영하고 부문 간 협력을 촉진하기 위해 식품 안전에 이해관계가 있는 각 국가 당국에 중점 연락관을 지정하고, 국가 식품 안전 비상 사태 조정을 담당하는 국가 당국에 단일 비상 연락관을 지정하도록 요청한다. INFOSAN 회원이 되기로 선택한 국가는 해당 식품 안전 당국과 다른 INFOSAN 회원 간에 정보를 공유하기로 약속한다. 식품 안전 당국의 운영 정의에는 다음 분야에 관련된 당국이 포함된다: 식품 정책; 위험 평가; 식품 통제 및 관리; 식품 검사 서비스; 식품 매개 질병 감시 및 대응; 식품 및 식품 매개 질병 모니터링 및 감시를 위한 실험실 서비스; 그리고 농장에서 식탁까지 전 과정에 걸친 식품 안전 정보, 교육 및 커뮤니케이션.

### 식품 매개 병원체 우선순위 지정
유엔 식량 농업 기구와 세계보건기구는 다중 기준 순위 도구를 사용하여 식품 매개 기생충의 전 세계 순위를 발표했으며, 갈고리촌충이 가장 관련성이 높고, 이어서 에키노코쿠스 그라눌로수스, 에키노코쿠스 멀티로쿨라리스, 톡소포자충이 그 뒤를 이었다고 결론 내렸다. 동일한 방법이 유럽에서 가장 중요한 식품 매개 기생충 순위를 매기는 데 사용되었으며, 에키노코쿠스 멀티로쿨라리스가 가장 중요하고, 이어서 톡소포자충과 트리키넬라 스피랄리스가 그 뒤를 이었다.

### 규제 조치
식품은 식품 생산 및 소매의 모든 단계에서 오염될 수 있다. 바이러스 오염을 방지하기 위해 유럽의 규제 당국은 다음과 같은 여러 조치를 시행했다:
- 유럽 연합 집행위원회 규정 (EC) No 2073/2005 (2005년 11월 15일)
- 유럽 표준화 기구 (CEN): 식품(갑각류, 과일 및 채소, 표면 및 생수)에서 노로바이러스 및 A형 간염 바이러스 검출을 위한 표준 방법
- 코덱스 식품 위생 위원회 (CCFH): 식품 내 바이러스 통제를 위한 식품 위생 일반 원칙 적용 지침[113]

## 같이 보기
- 식품 알레르기
- 식품미생물학
- 식품 안전
- 장염
- 미국 질병통제예방센터
- 인수공통감염병